# Écrouves
Écrouves település Franciaországban, Meurthe-et-Moselle megyében. Lakosainak száma 4457 fő (2022. január 1.). Écrouves Bruley, Choloy-Ménillot, Domgermain, Foug, Pagney-derrière-Barine és Toul községekkel határos.

## Népesség
A település népességének változása:
| Lakosok száma | 3580 | 3758 | 3691 | 4112 | 4480 | 4389 | 4376 | 4428 | 4454 | 4457 |
|               | 1968 | 1982 | 1990 | 2006 | 2013 | 2015 | 2017 | 2019 | 2020 | 2022 |